# Hæren
|  | Denne artikel omhandler Danmarks hær. For andre landes hære, se Hær. |
Hæren udgør det danske forsvars landmilitære del. Oprindeligt har Hæren haft som opgave at forhindre konflikter og krig samt forsvare dansk suverænitet og interesser. Med tiden er disse opgaver blevet udviklet til også at omfatte beskyttelse af fredelig udvikling i verden med respekt for menneskerettighederne.
Oprindeligt førte de danske konger personligt hæren i kamp og kæmpede med deres tropper. I 1808 oprettedes generalstaben og førte sidenhen til oprettelsen af fire generalkommandoer med kongen som øverstbefalende.
Hæren har historisk været en vigtig del af det danske forsvar og har derfor deltaget i adskillige krige, slag og sammenstød med fremmede magter for at beskytte landets interesser. De største krige har været territoriale krige med Sverige, Rusland, Preussen og England. I nyere tid har Hæren stået for størstedelen af de danske internationale engagementer, blandt andet det tidligere Jugoslavien, Irak og Afghanistan.

## Kommandostruktur
Ledelse af hæren er under Værnsfælles Forsvarskommando:
 Hærstaben
- Operative Stabe
  -  Danske Division
  -  1. Brigade
  -  2. Brigade
- Kamptropsregimenter
  -  Den Kongelige Livgarde
  -  Slesvigske Fodregiment
  -  Gardehusarregimentet
  -  Jydske Dragonregiment
- Tjenestegrensregimenter
  - Ingeniørregimentet, Forsvarets Ingeniør- og CBRN-center
  -  Telegrafregimentet, Forsvarets Føringsstøttecenter
  -  Trænregimentet, Hærens Logistikcenter og Forsvarets Militærpoliticenter
  -  Efterretningsregimentet
  -  Danske Artilleriregiment
- Skoler (underlagt Forsvarsakademiet)
  -  Hærens Officersskole
  -  Hærens Sergentskole
- Specialstyrker (underlagt Specialoperationskommandoen)
  -  Jægerkorpset

Hjemmeværnskommandoen har ansvaret for Hærhjemmeværnet.

## Hærens materiel
- Liste over hærens udstyr

## Internationale engagementer efter 2. verdenskrig
- United Nations Emergency Force I (UNEF I), Gaza, 1956-1967
- United Nations Operations in the Congo (ONUC), Demokratiske Republik Congo, 1960-1964
- United Nations Peacekeeping Force in Cyprus (UNFICYP), Cypern, 1964-1994
- United Nations Protection Force (UNPROFOR), Ex-Jugoslavien, 1992-1995
  - Herunder Operation Bøllebank, 1994
- Stabilization Force (SFOR), Bosnien, 1996-2004
- Kosovo Force (KFOR), Kosovo, 1999-nutid
- United Nations Mission in Ethiopia and Eritrea (UNMEE), 2000-2001
- International Security Assistance Force (ISAF), Afghanistan, 2001-2014[4]
- DANCON/IRAK, Irak, 2003-2007
- Movement Force Protection Team (MFPT), Afghanistan, 2014-nutid

## Grader og distinktioner

### Fra 2018
Officerer
| Hæren                   | Ingen tilsvarende | Ingen tilsvarende |         |         |                 |                 |              |                |                |                |        |        |                |                |       |       |         |         |                 |                 |                 |          |          |          |                |                |                |                |                |                |              |              |              |              |              |              |
| Hæren                   | Ingen tilsvarende | Ingen tilsvarende | General | General | Generalløjtnant | Generalløjtnant | Generalmajor | Generalmajor   | Brigadegeneral | Brigadegeneral | Oberst | Oberst | Oberstløjtnant | Oberstløjtnant | Major | Major | Kaptajn | Kaptajn | Premierløjtnant | Premierløjtnant | Premierløjtnant | Løjtnant | Løjtnant | Løjtnant | Sekondløjtnant | Sekondløjtnant | Sekondløjtnant | Sekondløjtnant | Sekondløjtnant | Sekondløjtnant | Officerselev | Officerselev | Officerselev | Officerselev | Officerselev | Officerselev |
| Dansk militær lønklasse |                   | M406              | M405    | M404    | M403            | M402            | M401         | M332 M331 M322 | M321           | M312           | M311   | M310   |                |                |       |       |         |         |                 |                 |                 |          |          |          |                |                |                |                |                |                |              |              |              |              |              |              |

Befalingsmænd og menige
| NATO kode               | OR-9           | OR-9           | OR-9                      | OR-9                      | OR-9        | OR-9        | OR-8          | OR-7        | OR-6              | OR-5    | OR-5                      | OR-4     | OR-3                     | OR-2          | OR-1      |  |
| ----------------------- | -------------- | -------------- | ------------------------- | ------------------------- | ----------- | ----------- | ------------- | ----------- | ----------------- | ------- | ------------------------- | -------- | ------------------------ | ------------- | --------- |  |
| Hæren                   |                |                |                           |                           |             |             |               |             | Ingen Tilsvarende |         |                           |          |                          |               |           |  |
| Hæren                   | Hærchefsergent | Hærchefsergent | Myndigheds- befalingsmand | Myndigheds- befalingsmand | Chefsergent | Chefsergent | Seniorsergent | Oversergent |                   | Sergent | Sergent første 12 måneder | Korporal | Overkonstabel af 1. grad | Overkonstabel | Konstabel |  |
| Dansk militær lønklasse | M232           | M232           | M232                      | M232                      | M232        | M232        | M231          | M221        |                   | M212    | M211                      | M113     | M112                     | M112          | M112      |  |